# Хартенхольм
Хартенхольм (нем. Hartenholm) — община в Германии, в земле Шлезвиг-Гольштейн. 
Входит в состав района Зегеберг. Подчиняется управлению Кальтенкирхен-Ланд.  Население составляет 1774 человека (на 31 декабря 2010 года). Занимает площадь 15,37 км².